# 中国人民武装警察部队合肥指挥学院
中国人民武装警察部队合肥指挥学院，简称武警合肥指挥学院，是曾经存在的一所武警部队初级指挥干部军事高等院校，隶属武警安徽总队，正师级。现已撤销，改建为训练基地。
学院在安徽招收应届高中毕业生。

## 历史与沿革
- 1984年1月27日，国务院批准武警安徽总队教导大队正式改建中国人民武装警察部队合肥指挥学校（武警合肥指挥学校）。
- 2004年，建立中国人民武装警察部队指挥学院合肥分院，合署办公。
- 2006年，武警合肥指挥学校、武警指挥学院合肥分院合并，升格中国人民武装警察部队合肥指挥学院。
- 2011年，撤销，改建为训练基地。

## 专业
- 武警指挥专业